# Uzunbodzhak
Uzunbodzhak (bulgarsk: Узунбоджак), også translittereret som Ouzounboudjak er et UNESCO Biosfærereservat, et af de fem naturreservater i Strandzha Naturpark i det sydøstlige Bulgarien. Reservatet kaldes undertiden Lopushna (bulgarsk: Лопушна). Uzunbodzhak blev etableret den 13. december 1956 og blev inkluderet i UNESCOs netværk af biosfærereservater i marts 1977. Det dækker et område på 25.296 km2. Alle økonomiske aktiviteter er forbudt på reservatets område.

## Geografi
Reservatet er beliggende mellem landsbyerne Kosti i Tsarevo kommune и Slivarovo i Malko Tarnovo kommune, i dalen ved Rezovo-floden omkring 20 km fra dens udmunding. Landskabet er ujævn og højden varierer mellem 50 og 300 moh.
Klimaet er kontinentalt middelhavsklima og har en tendens til at være mildere på grund af nærheden til Sortehavet. Den gennemsnitlige månedlige temperatur om vinteren falder ikke under 0°C (2-3°C i januar). 
Uzunbodzhak krydses af floderne Rezovo, Karetarski Dol og Lopushnitsa.

## Flora
Der er 651 arter og underarter af karplanter. Omkring 65% af skovene er domineret af eg og 30% af bøg. Skovene er mere end 200 år gamle.
Plantearter omfatter Strandzhan eg (Quercus hartwissiana), laurbærkirsebær (Laurocerasus officinalis), pontisk rhododendron (Rhododendron ponticum), Tvillingblomstret daphne (Daphne pontica),  kristtorn, storblomstret perikon, hedemelbærris, pæren  Pyrus elaeagrifolia, almindelig mispel (Mespilus germanica), Pontic fritillary (Fritillaria pontica) osv.

## Fauna
Uzunbodzhak har en forskelligartet fauna. De mest almindelige pattedyr er vildsvin, vildkat, ulv, guldsjakal, rød ræv, grævling, rådyr, europæisk hare, grå dværghamster .  Den europæiske los strejfede rundt i reservatets territorium indtil 1930'erne, hvor den uddøde fra regionen.
Reservatet er hjemsted for en række fuglearter, såsom musvåge, ørnevåge, spurvehøg, lille skrigeørn, sjagger, vandstær, isfugl, bjergvipstjert, bomlærke, kernebider,  sortstrubet bynkefugl, gøg, sort stork, forskellige arter af falke, spætter, svaler mv.
Padderne og krybdyrene omfatter skrubtudse, latterfrø, springrø, såvel som smaragdfirben, engfirben, stålorm, kotschys gekko, glatsnog, kaspisk pilsnog, æskulapsnog, montpellierslange og leopardsnog.